# گصاد
روستای مگرن ۲ یا (گصاد) در ۴۸ کیلومتر بعد اهواز در عبدالخان و پشت روستای «فهد کعب عمیر»، است. فاصله این روستا تا اتوبان اهواز - اندیمشک بیش از سه کیلومتر جاده خاکی است. 
برای رسیدن به روستای مگرن ۱ باید از رودخانه کرخه عبور کرد. دلیل نبودن پل برای تردد مردم این روستا از وسیله‌ای موسوم به دوبه که نوعی شناور ساده برای عبور افراد و خوردوهایشان است استفاده می‌کنند. به دلیل مشکل تردد برای اهالی این روستا، چهار نفر به دلیل دوری مسیر قبل از رسیدن به بیمارستان جان خود را از دست داده‌اند. این روستا تنها یک مدرسه دارد که کلاس‌های آن کانتینری و از سال ۷۳ دایر شده‌اند. اهالی روستای مگرن و مگرن ۳ نیز از این مدرسه استفاده می‌کنند.
اگر کسی نخواهد از دوبه استفاده کند مجبور است مسیر طولانی عبدالخان- شهرستان  کرخه را دور بزنند تا به این روستا برسد.
این روستا فاقد دهیار است.

## شغل
شغل اغلب مردم این روستا کشاورزی است و در زمستان گندم می‌کارند و در تابستان لوبیا و ماش و صیفی جات دیگر.
با کم آب شدن رودخانه کرخه مردم در تابستان اجازه کشت تابستانه را ندارند. این روستا آب لوله کشی ندارند و مردم روستای مگرن ۲ آب شرب خود را از رودخانه کرخه یا از «عَبّاره» خشک شده وسط روستا (نوعی کانال خاکی آب) تأمین می‌کنند.

## طبیعت
در حاشیه این روستا تپه‌های شنی با وسعت زیادی وجود دارد که یک بار هم مسابقات رالی در آن برگزار شده بود.